# Aprionus dentifer
Aprionus dentifer är en tvåvingeart som beskrevs av Boris Mamaev 1965. Aprionus dentifer ingår i släktet Aprionus och familjen gallmyggor. Arten är reproducerande i Sverige. Inga underarter finns listade i Catalogue of Life.